# Kalmusia brevispora
Kalmusia brevispora är en svampart som först beskrevs av Nagas. & Y. Otani, och fick sitt nu gällande namn av Yin. Zhang, Kaz. Tanaka & C.L. Schoch 2009. Kalmusia brevispora ingår i släktet Kalmusia och familjen Montagnulaceae.   Inga underarter finns listade i Catalogue of Life.